# Steven

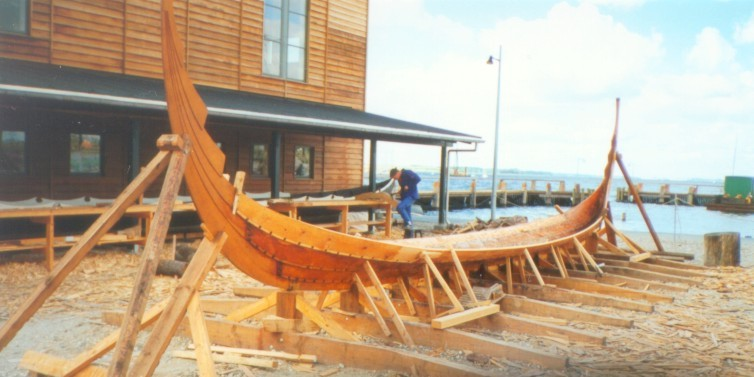
Hoch emporragende Vor- und Achtersteven an einer im Bau befindlichen Replik eines nordischen Langschiffes in Roskilde

Steven im Wappen von Brodersby-Goltoft

Die Steven sind Bestandteile des „Gerüstes“ eines Schiffsrumpfes. Sie stellen die vordere (Vorsteven) und hintere (Achtersteven) nach oben gezogene Verlängerung des Kiels eines Schiffes oder Bootes dar. Bei Holzschiffen werden drei- oder vierkantige Holzbalken, bei Stahlschiffen entweder rund geformte Flacheisen oder speziell geformte Stahlblechelemente eingesetzt.
Der Vor- oder Vordersteven bildet den vorderen Abschluss des Schiffsrumpfs. Er ist je nach Schiffstyp konvex oder konkav geformt oder ragt geradlinig schräg oder auch senkrecht am Bug des Schiffes aus dem Wasser.
Der Achter- bzw. Hintersteven ist die hintere Begrenzung des Schiffsrumpfs. Auch er kann je nach Schiffstyp oder Heckform unterschiedlich geformt sein. Er schließt das Schiff achtern ab und sorgt für Festigkeit. Bei vielen Schiffs- oder Bootstypen ist am Achtersteven das Ruderblatt befestigt.
Konstruktive Verstärkungen im Verbindungsbereich zwischen Kiel und Steven werden als Stevenknie bezeichnet.